# Élections au Royaume-Uni

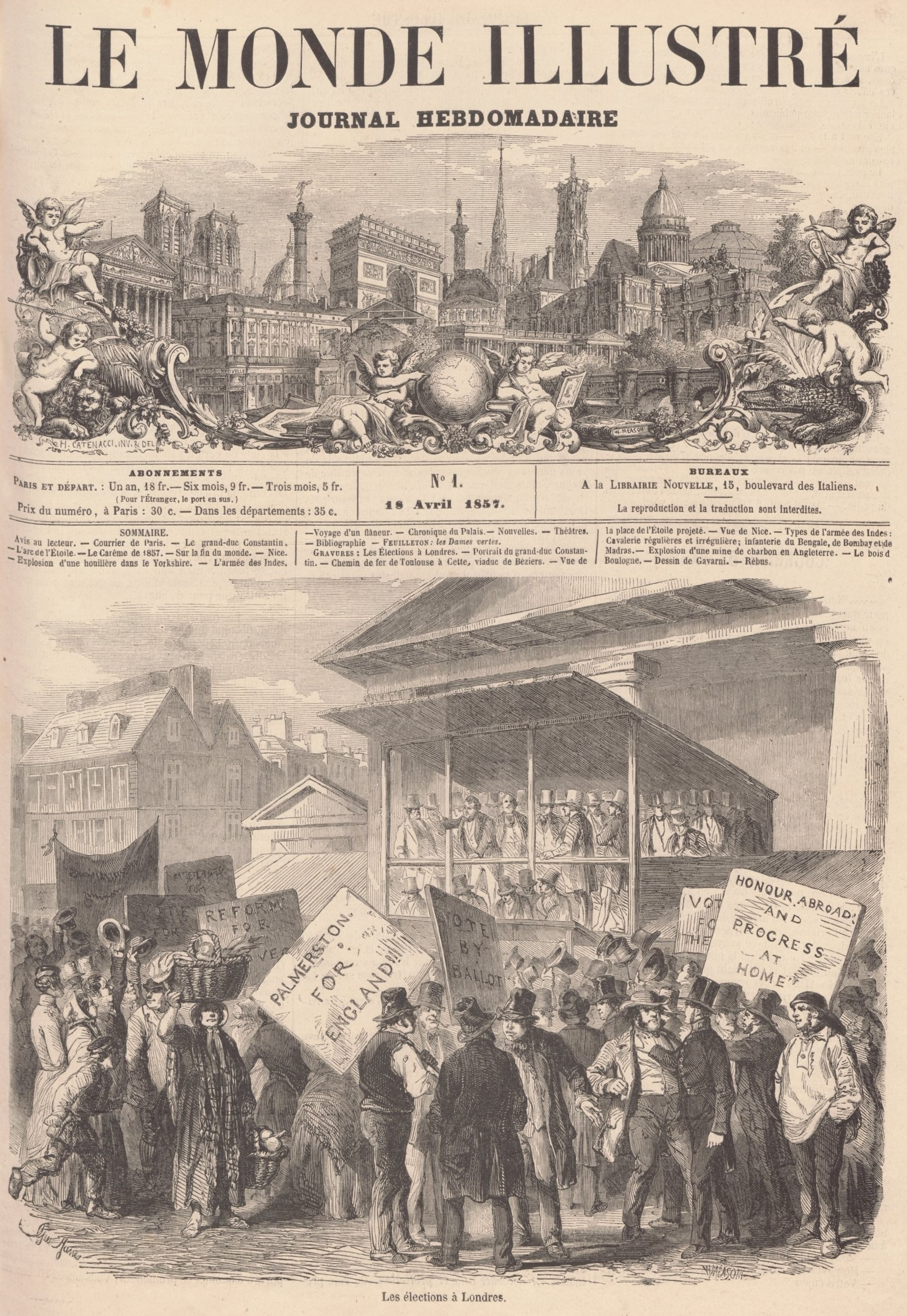
Les élections britanniques font la une du Monde illustré le 18 avril 1857.

Il existe quatre types d’élections au Royaume-Uni : les élections générales, les élections des Parlements et Assemblées dévolues, les élections locales et les élections municipales. Ces élections se tiennent en général un jeudi (Election Day).
Traditionnellement, le système britannique est le bipartisme, c'est-à-dire une alternance plus ou moins régulière entre deux partis de bord politique opposé ; les deux partis principaux sont le Parti travailliste (Labour Party) et le Parti conservateur et unioniste (Conservative and Unionist Party) - plus couramment dénommé Parti conservateur (Conservative Party).
Aujourd'hui, six systèmes électoraux sont utilisés : le scrutin uninominal majoritaire à un tour (Single member plurality system ou First-past-the-post), le scrutin majoritaire plurinominal (Multi member plurality system), le système mixte à finalité majoritaire (Party-list proportional representation), le scrutin à vote unique transférable (Single transferable vote), le système mixte parallèle à finalité proportionnelle (Additional Member System) et le Supplementary Vote.

## Inscription sur les listes électorales
Tout individu de plus de 18 ans, citoyen britannique ou né en Irlande, dans un État du Commonwealth (y compris les îles Fidji, le Zimbabwe et Chypre) peut s'inscrire sur les listes électorales (Electoral Register ou Electoral roll) de son district de résidence.
En 2010, les listes comptaient plus de 45 millions de personnes inscrites.

## Élections générales
Les élections générales sont, au Royaume-Uni, les élections par lesquelles les électeurs et les électrices élisent leurs représentants, les membres du Parlement (Members of Parliament ou MPs en anglais), à la Chambre des Communes (House of Commons) au palais de Westminster. Les membres sont élus à l'échelle d'une circonscription ; une circonscription ne permet l'élection que d'un seul membre. Le mandat de membre ne peut excéder 5 ans, et par conséquent, le gouvernement en place doit organiser des élections avec cette échéance. Dans les faits, les élections sont souvent anticipées ; le mandat parlementaire atteint rarement les 5 années. La chambre actuelle est composée de 650 députés, mais ce ne fut pas toujours le cas. Pour s'adapter à la démographie, de nouvelles circonscriptions furent créées progressivement au cours du temps. Mais les membres ne souhaitant pas perdre leur siège et surtout l'électorat qui les soutient, il fut rare que les circonscriptions déjà existantes soient supprimées. Ainsi, les circonscriptions passèrent de 615 en 1918 à 651 en 1992.

### Le scrutin
Le déroulement du scrutin est un particularisme unique pour les pays européens. Il s'agit du First-past-the-post que l'on peut traduire par « le premier arrivé l'emporte ». Il s'agit donc d'un scrutin uninominal majoritaire à un tour. En clair, les électeurs et les électrices appelés aux urnes ne peuvent glisser qu'un seul bulletin comportant un seul nom parmi les candidats et candidates. Lors du dépouillement, le candidat ou la candidate arrivant en tête des suffrages emporte la circonscription, y compris - et c'est souvent le cas - s'il n'a pas la majorité absolue des suffrages. Il n'y a pas de seuil minimal pour remporter le scrutin. Cette expression provient des champs de courses hippiques, très courant au Royaume-Uni, où le cheval gagnant est celui qui le premier passe le poteau (First past the post).
Ce mode de scrutin a plusieurs vertus. D'abord, il permet de donner un résultat rapide. Ensuite, le système, qui est l'un des plus simples au monde, est facile à comprendre. Ce système non proportionnel possède d'autres avantages qui proviennent de ses propres défauts. Les membres élus ne peuvent pas représenter la population, telle une photographie politique. Cependant, ce système permet de dégager rapidement une majorité claire, la plupart du temps absolue ; le système donne une sorte de prime au parti arrivé en tête des voix exprimées. 
Ce système a donc des conséquences plus négatives. La quasi-totalité des parlementaires sont constamment en minorité à l'échelle d'une circonscription. Ce système est accusé de favoriser le vote utile au détriment du vote de conviction. Qui plus est, il désavantage les partis mineurs qui à l'échelle du pays représentent un poids politique, mais pas à l'échelle d’une circonscription. Ainsi, le Parti pour l'indépendance du Royaume-Uni (Ukip) ne gagnera qu'une seule circonscription - un parlementaire - pour un poids électoral de 12,6%. Cette majorité, le plus souvent absolue, ne repose que sur un gros tiers des électeurs la plupart du temps, ce qui contribue au renouvellement régulier de la chambre basse ; avec un tel système, les membres sont très proches de leurs électeurs et électrices, n'hésitant pas à ne plus soutenir le gouvernement issu de leur rang au gré des soubresauts politiques ; les députés préférant leur circonscription au soutien du gouvernement, ce dernier demande au monarque la dissolution de la chambre et l'organisation de nouvelles élections.

### La formation du gouvernement
Par convention, le chef du parti arrivé en tête est le candidat pour le poste de Premier ministre ; les membres du gouvernement ne pouvant être nommés qu'au sein du Parlement (chambre basse et chambre haute), le chef du parti doit se faire élire. Le cas échéant, la majorité parlementaire se cherche un chef parmi ses bancs pour postuler. En théorie, le monarque a tout pouvoir pour choisir le Premier ministre parmi les membres du Parlement. Dans la pratique, le roi ou la reine au pouvoir choisit l'homme ou la femme le mieux placé pour former un gouvernement soutenu par la chambre basse. Dans les cas où une élection générale ne produit pas de majorité claire (Hung Parliament), les différents partis discutent entre eux afin de constituer un pacte,. Toutefois, le gouvernement au pouvoir au moment des élections reste en place jusqu'à soit, la démission du gouvernement, soit, un vote de défiance ou un vote de soutien défavorable à la suite d'un discours du trône, soit, après la perte du soutien du monarque (dans la pratique, les monarques soutiennent toujours les gouvernements en place depuis la reine Victoria). 
Un gouvernement dans l'impasse ou non soutenu peut demander ou se voir conseiller par le monarque une dissolution de la chambre basse, et ainsi déclencher de nouvelles élections générales.

### Fresh Election
Si après une élection, le monarque, de par son discours du trône, n'arrive pas à engranger un soutien pour le gouvernement constitué (Premier ministre nommé dans les différents bords politique), une Fresh Election peut être organisée. Celle-ci se rapproche de l'élection présidentielle. Elle consiste en un nouveau vote général, où les électeurs et les électrices désignent le nouveau Premier ministre. Ce vote fonctionne sur le principe que le gouvernement est formé par le monarque ("Gouvernement de sa majesté") ; de par l'irresponsabilité du monarque, le roi ou la reine qui propose une politique (le discours du trône, en réalité les intentions du nouveau gouvernement) ne peut être tenu pour responsable de l'échec à constituer un gouvernement. Ainsi, le monarque demande à ses sujets de trancher en quelque sorte.

### La censure
Comme dans la plupart des démocraties modernes, un gouvernement peut être invité à se démettre (ou à être démis) s'il n'obtient pas (ou plus) la confiance du Parlement - en l'occurrence, la ou les chambres responsables (en France l'Assemblée Nationale). Tous les membres du Parlement possèdent la faculté de déposer une motion de censure à l'encontre du gouvernement. Au Royaume-Uni, c'est au gouvernement de décider de l'ordre du jour. Ainsi, il peut être rare qu'une motion soit discutée, du moins rapidement,. Cependant, par convention, si la motion est déposée par le chef du groupe officiel d'opposition, le gouvernement à l'obligation d'inscrire rapidement à l'ordre du jour de la chambre basse la motion et de laisser les parlementaires en discuter. Si elle est adoptée (toujours une majorité simple au Royaume-Uni), le parti au pouvoir (parce que sa coalition est théoriquement majoritaire) a 14 jours pour former un nouveau gouvernement, officialisé par le monarque. Sinon, des élections générales sont convoquées par le souverain. Après une motion de censure, un chef du gouvernement désapprouvé peut demander une dissolution au monarque, comme ce fut le cas en 1979,. Cela peut faire penser au système français où après le vote d'une motion de censure, le Président dissous l'Assemblée Nationale, comme pour demander à la Nation de trancher le litige politique. A savoir qu'un gouvernement peut de lui-même demander le vote d'une motion de censure.

### Démission
Par us et coutumes, la "Constitution" du Royaume-Uni prévoit qu'un Premier ministre, soit de son propre chef, soit par le manque de confiance de son cabinet (gouvernement), puisse démissionner. Dans ce cas, le gouvernement n'est pas sous censure et n'est pas obligatoirement démis, même si en théorie le souverain a tout pouvoir pour constituer (et défaire) son gouvernement. On considère qu'il s'agit d'une affaire interne au gouvernement et à sa majorité. En clair, soit le Premier ministre démissionne de son poste, et la majorité a donc, comme pour une censure, une quinzaine de jours pour donner un nouveau gouvernement, soit il quitte non pas son poste de Premier ministre mais celui de chef de son parti. Dans ce cas, la tradition accepte que celui-ci reste au pouvoir pour expédier les affaires courantes jusqu'à ce qu'un successeur soit désigné par ses collègues, ce qui peut prendre plusieurs semaines,,. Toutefois, il faut noter qu'un Premier ministre démissionne le plus souvent en demandant au monarque une dissolution de la chambre basse.
Un vote de défiance interne au parti Tories peut être mis en application si 15% des députés du groupe réclament par lettre au président de séance la défiance du Premier ministre,. Si la majorité du groupe désapprouve la politique du chef du parti, celui-ci n'est techniquement pas obligé de démissionner, mais n'étant plus le chef, il ne sera pas invité à conduire les prochaines élections générales du parti et ne pourra, selon toutes vraisemblances, être nommé Premier ministre par le monarque. Dans les faits, cela provoque la démission du Premier ministre et son remplacement, au moins par intérim.

## Élections desParlements et Assemblées dévolues

### Parlement écossais
Le gouvernement de Tony Blair, élu en 1997, a lancé plusieurs réformes dont celle d'offrir une initiative parlementaire locale pour les nations constitutives du Royaume-Uni de Grande-Bretagne et d'Irlande du Nord. En Écosse, cela s'est traduit par le Scotland Act de 1998, créant un Parlement écossais (Scottish Parliament) monocaméral siégeant à Edimbourg dans le quartier Holyrood.
Le Parlement écossais est composé de 129 membres élus selon un scrutin mixte à finalité proportionnelle, qualifié aussi de système de membres supplémentaires (AMS). L'Écosse élit ses parlementaires dans 2 circonscriptions : une locale (73) et une régionale (56). Dans la première circonscription, le système est identique à celui des élections générales ; les membres locaux sont élus au scrutin uninominal majoritaire à un tour : le premier en tête remporte l'élection. Lors du scrutin, les électeurs et électrices votent en même temps pour des représentants "régionaux". L'Écosse est découpée en 8 régions avec 7 députés rattachés à chacune desdites régions. Sur le bulletin de vote, dans chacune des circonscriptions, les électeurs et les électrices votent à la fois pour un nom et à la fois pour une liste régionale. En fonction des résultats, les sièges sont répartis entre les listes depuis la tête de liste au nom en deuxième position, puis troisième, etc.
Ce système de liste est légèrement plus complexe sur deux points. D'abord, une liste peut être constituée d'une seule personne, ce qui a l'avantage de la faire élire non plus à l'échelle d'une circonscription mais d'une région entière. De cette manière, les candidats minoritaires augmentent leur chance de se faire élire en récupérant des voix à l'échelle d'une région et non d'une seule circonscription. Deuxièmement, un candidat peut se présenter sur une liste régionale mais également en candidature libre dans une circonscription. De fait, un candidat ou une candidate élu dans une circonscription locale laissera sa place à son colistier figurant après lui, s'il est élu également sur une liste régionale.

### Parlement gallois
Le gouvernement de Tony Blair, élu en 1997, a lancé plusieurs réformes dont celle d'offrir une initiative parlementaire locale pour les nations constitutives du Royaume-Uni de Grande-Bretagne et d'Irlande du Nord. Au Pays de Galles, cela s'est traduit par le Government of Wales Act de 1998, créant un Parlement gallois (en anglais : Welsh Parliament, en gallois : Senedd Cymru) monocaméral siégeant à Cardiff. Cette loi est complétée par le Government of Wales Act de 2006 qui crée un gouvernement local (Welsh Assembly Government), séparé de l'Assemblée. 
L'élection des membres du Senedd est en tout point identique au système écossais. Les membres sont au nombre de 60 élus dans 40 circonscriptions et 5 régions (4 parlementaires par région). Le processus est le même. La seule différence majeure venant du fait que les mineurs de 16 et 17 ans possèdent le droit de vote. Le mandat est de 5 ans.